# Rue Émile-Leudet
La rue Émile-Leudet est une voie publique de la commune française de Rouen.

## Situation et accès
La rue Émile-Leudet est située à Rouen. Elle se trouve en lieu et place de l'ancien lieu-dit Pré de la Bataille, qui constitue plus tard une portion du faubourg Cauchoise. Elle appartient désormais au quartier Pasteur-Madeleine. Elle est parfaitement rectiligne.
La rue Dumont-d'Urville lui est perpendiculaire.

## Origine du nom
Elle porte le nom de Émile Leudet, né le 25 mars 1825 et mort le 5 mars 1887 à Rouen, médecin, directeur de l’École de médecine.

## Historique
Elle porte son nom actuel à la suite d'une décision du conseil municipal du 26 février 1892.